# 山西老陳醋
山西老陈醋是中国四大名醋之首，产于山西省中部汾河平川十余个县市区，至今已有3000年余年的历史。
其中著名的三大产区为清徐县（孟封鎮、清源鎮、徐溝鎮、西谷乡等乡镇，主要品牌有水塔牌，东湖、美和居牌，紫林牌等）、太原市区（主要品牌有宁化府、或称益源庆)、晋中市榆次区(怀仁村、南、北六堡村等地，主要品牌有四眼井等）。
山西省大大小小的醋生产企业有1000多家。
老陈醋拥有绵、酸、香、甜、醇的独特风味和悠久的酿造历史，素有“天下第一醋”的盛誉。
山西老陈醋美和居酿造工艺于2008年被评为国家级非物质文化遗产。2011年，山西老陈醋美和居酿造技艺被认证为中国非物质文化遗产生产性保护示范基地。美和居老陈醋酿制技艺非物质文化遗产传承人：郭俊陆。
山西老陈醋已经被列为中国地理标志产品，有国家标准GB/T 19777。

## 原产区域
2004年被批准为原产地域产品保护，批准的原产地范围包括且限于以下所列：

### 太原市
- 清徐县
- 杏花岭区
- 万柏林区
- 小店区
- 迎泽区
- 晋源区
- 尖草坪区

### 晋中市
- 榆次区
- 太谷县
- 祁县
- 介休市